# Люди лунного света
«Люди лунного света» (рус. дореф. Люди луннаго свѣта) — трактат Василия Розанова, посвященный исследованию сексуальности и её отрицания в христианстве. Опубликован в Петербурге в 1911 году.

## Содержание
Для объяснения христианства и библейской традиции Розанов обращается к семитскому язычеству. Почитание Молоха и Астарты он объединяет с библейским монотеизмом в вопросе стирания половых различий. В исступленных кастратах-«кедешах» Розанов видит истоки ветхозаветного аскетизма (назореи) и христианского монашества.
Розанов выдвигает гипотезу, что у Иеговы (библейского Бога), создавшего мир, необходимо была и вторая женская ипостась. Поэтому в оригинале Бог обозначен как «Элогим» (во мн.ч.), а люди изначально разнополы.
Розанов не упускает случая покритиковать ханжескую в вопросах пола мораль, запрещающую ранние браки, но сквозь пальцы смотрящую на онанизм и проституцию. Он предполагает, что храмовая проституция существовала и в Иерусалиме. Нарушение законов естества приводит к содомии. Розанов решительно называет «тупоголовым предположением» мнение Шопенгауэра о естественном характере содомии.
Рассматривая вопрос порнографии писатель признает её непристойность, однако источник этого видит в том, кто изображен: не праведники, а кощунники из подлых сословий. Розанова интересовал вопрос возможности совокупления без греха, укора и стыдливости.
Розанов в половом вопросе резко различает Ветхий Завет с его полигамией патриархов («религия священного чадородия») и Новый завет c его апологией среднего пола (урнингов). Если Ветхий Завет призывает плодиться и размножаться, то в Новом Завете как бы говорится «блаженны не множащиеся», живущие «аки ангелы». В Ветхом Завете в результате искушения Змея прародители обретают стыд (урнингство).